# مارك لانديس
مارك لانديس (بالإنجليزية: Mark A. Landis)‏ هو مزور فني ‏ ورسام أمريكي، ولد في 10 مارس 1955 في لاوريل في الولايات المتحدة.